# Furtka
Furtka lub furta – wąskie przejście w ogrodzeniu zamykane najczęściej drzwiczkami. Często stawiana w pobliżu bramy albo w samej bramie. Również wąskie przejście w murach (fortyfikacjach). Umożliwia ruch pieszy (bez otwierania bramy).
Furta w klasztorze to także wejście, strzeżone przez zakonników (furtiana lub furtiankę), przeznaczone do komunikacji klasztoru ze światem zewnętrznym.
Określenie „furtka” używane jest również w przenośni, np. sposób na obejście czegoś (decyzji, przepisu itp.).

## Galeria

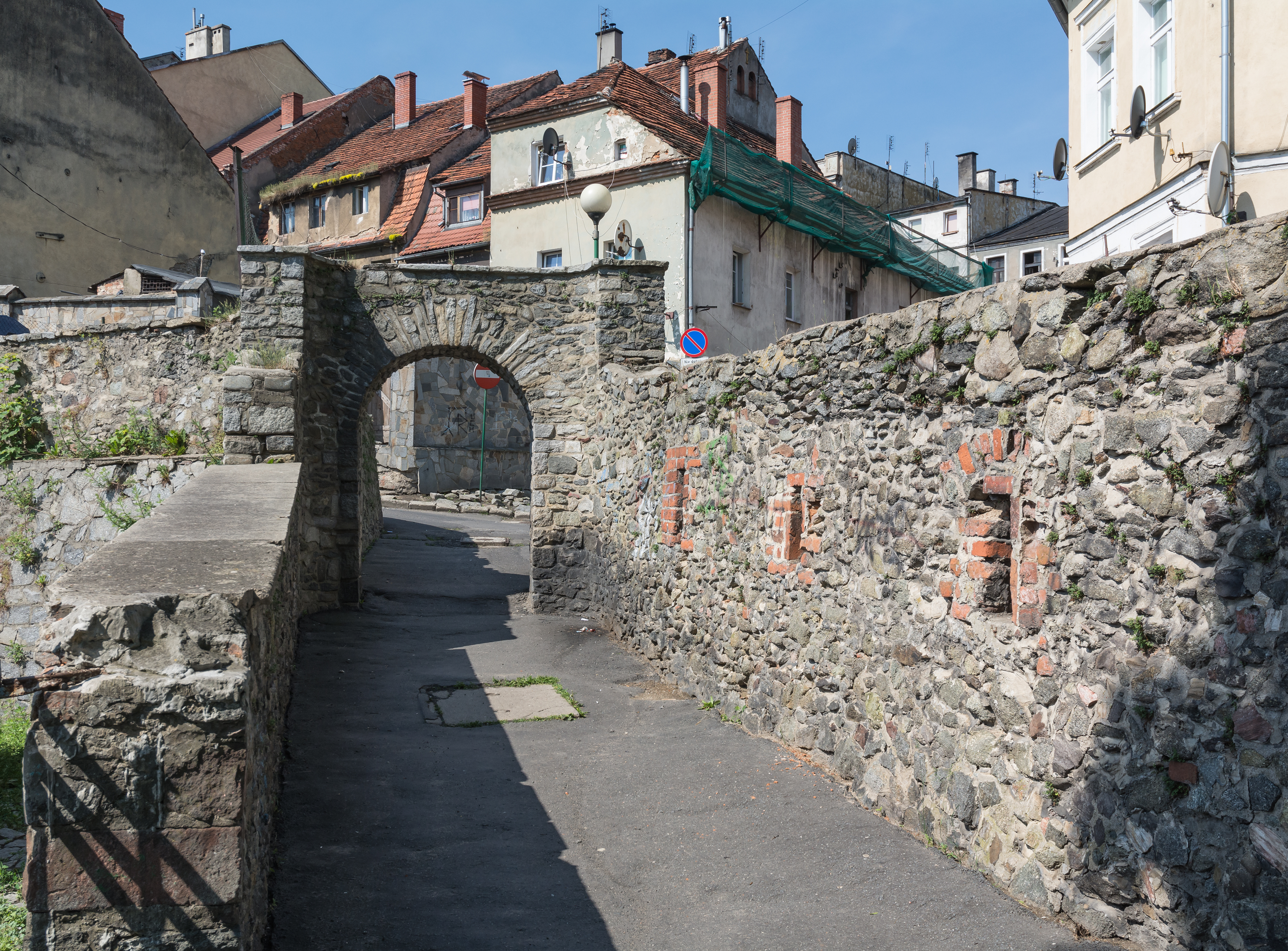
Furta w Bramie Dolnej w Niemczy
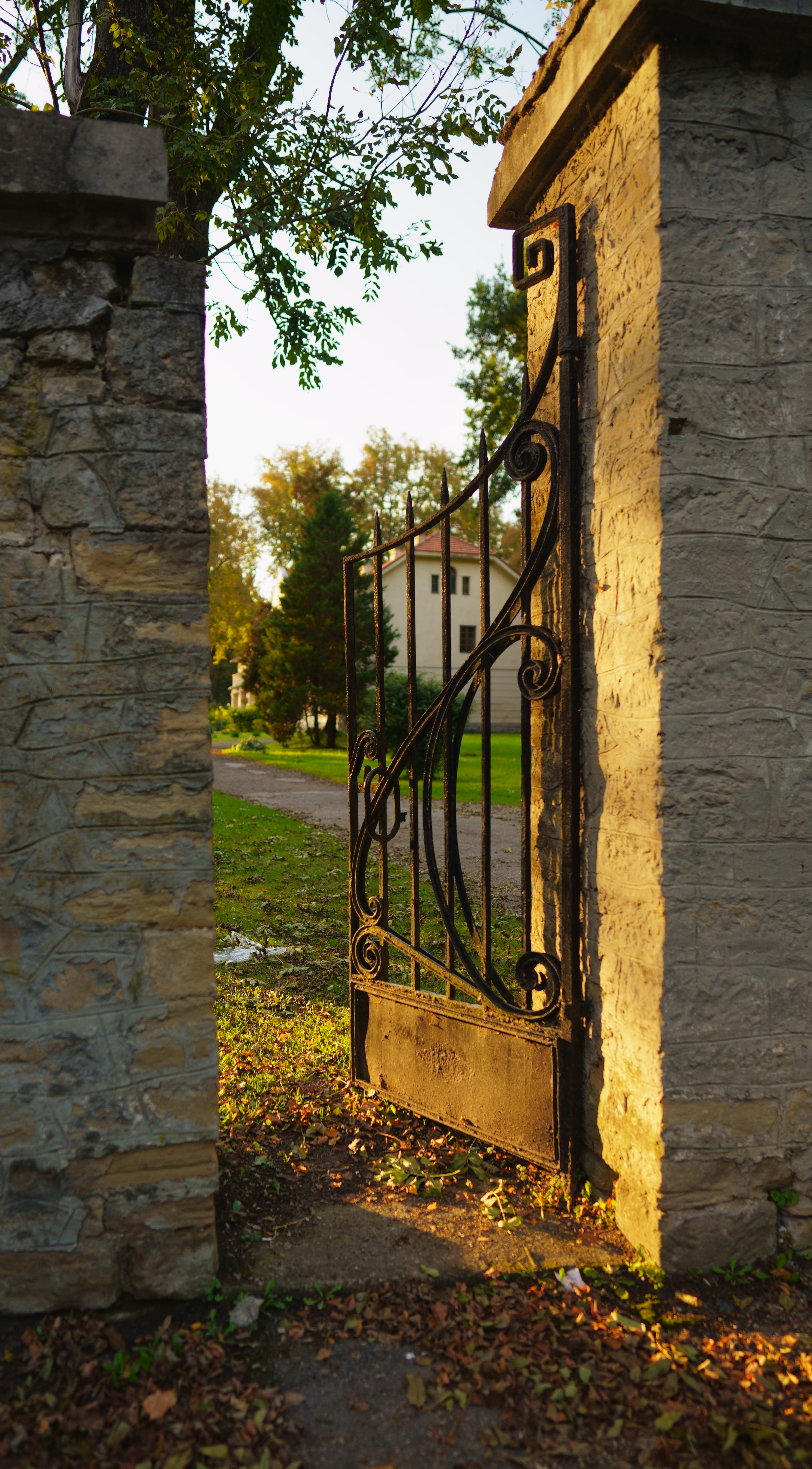
Furtka w dworze w Stryszowie